# Kiełb długowąsy
Kiełb długowąsy (Romanogobio uranoscopus) – gatunek ryby z rodziny karpiowatych (Cyprinidae).

## Występowanie
Dorzecze Dunaju.
Żyje w małych stadach w szybko płynących, podgórskich rzekach.

## Charakterystyka
Osiąga 12–15 cm długości. Ciało wysmukłe, głowa długa i wąska, jej spodnia część pokryta jest łuskami. Oczy położone w górnej części głowy, blisko siebie. Wąsiki bardzo długie, sięgają poza tylną krawędź oka.
Grzbiet szarobrązowy, boki srebrzyste, pokryte ciemnymi plamami, które w tylnej części ciała często zlewają się ze sobą tworząc podłużne smugi. Płetwy ciemnożółte, na płetwie grzbietowej i ogonowej występują 2 brązowawe, poprzeczne paski.

## Odżywianie
Żywi się fauną denną.